# SheBelieves Cup 2020
Der SheBelieves Cup 2020 für Frauenfußballnationalteams fand zwischen dem 5. und 11. März 2020 in den USA statt. Es ist die fünfte Austragung dieses Turniers. Teilnehmer waren wie in den vier Vorjahren Weltmeister und Gastgeber USA sowie Titelverteidiger England. Asienmeister Japan nahm zum zweiten Mal und Spanien erstmals teil. Deutschland, das an den ersten drei Austragungen teilnahm, nahm nun wieder am Algarve-Cup teil, den die Mannschaft gewann, da Finalgegner Italien nicht mehr antrat. Frankreich, auch dreimaliger Teilnehmer, war Veranstalter und Gewinner des ebenfalls parallel stattgefundenen Tournoi de France, an dem auch der letztjährige Teilnehmer Brasilien teilnahm.
Austragungsorte waren das Exploria Stadium in Orlando, die Red Bull Arena in Harrison und das Toyota Stadium in Frisco. Alle Stadien besitzen Naturrasen.

## Spielergebnisse
| Pl. | Land    | Sp. | S | U | N | Tore    | Diff. | Punkte |
| --- | ------- | --- | - | - | - | ------- | ----- | ------ |
| 1.  | USA     | 3   | 3 | 0 | 0 | 006:100 | +5    | 09     |
| 2.  | Spanien | 3   | 2 | 0 | 1 | 004:200 | +2    | 06     |
| 3.  | England | 3   | 1 | 0 | 2 | 001:300 | −2    | 03     |
| 4.  | Japan   | 3   | 0 | 0 | 3 | 002:700 | −5    | 0      |

|                          |   |         |           |
| 5. März 2020 in Orlando  |   |         |           |
| Spanien                  | – | Japan   | 3:1 (1:1) |
| USA                      | – | England | 2:0 (0:0) |
| 8. März 2020 in Harrison |   |         |           |
| Japan                    | – | England | 0:1 (0:0) |
| USA                      | – | Spanien | 1:0 (0:0) |
| 11. März 2020 in Frisco  |   |         |           |
| England                  | – | Spanien | 0:1 (0:0) |
| USA                      | – | Japan   | 3:1 (2:0) |

## Tabelle und Torschützinnen
| Rang | Spielerin       | Tore |
| ---- | --------------- | ---- |
| 1    | Mana Iwabuchi   | 02   |
| 1    | Lucía García    | 02   |
| 1    | Alexia Putellas | 02   |
| 1    | Christen Press  | 02   |

| Rang | Spielerin     | Tore |
| ---- | ------------- | ---- |
| 2    | Ellen White   | 01   |
| 2    | Julie Ertz    | 01   |
| 2    | Carli Lloyd   | 01   |
| 2    | Lindsey Horan | 01   |
| 2    | Megan Rapinoe | 01   |

## Schiedsrichterinnen
0  Melissa Borjas  Odette Hamilton  Katia García  Danielle Chesky  Ekaterina Koroleva